# Robert de Brus, Lord of Annandale († um 1194)
Robert de Brus, Lord of Annandale (auch Robert (II) de Brus oder Robert de Bruce) (* um 1120; † um 1194) war ein englisch-schottischer Adliger.

## Herkunft und Landbesitz

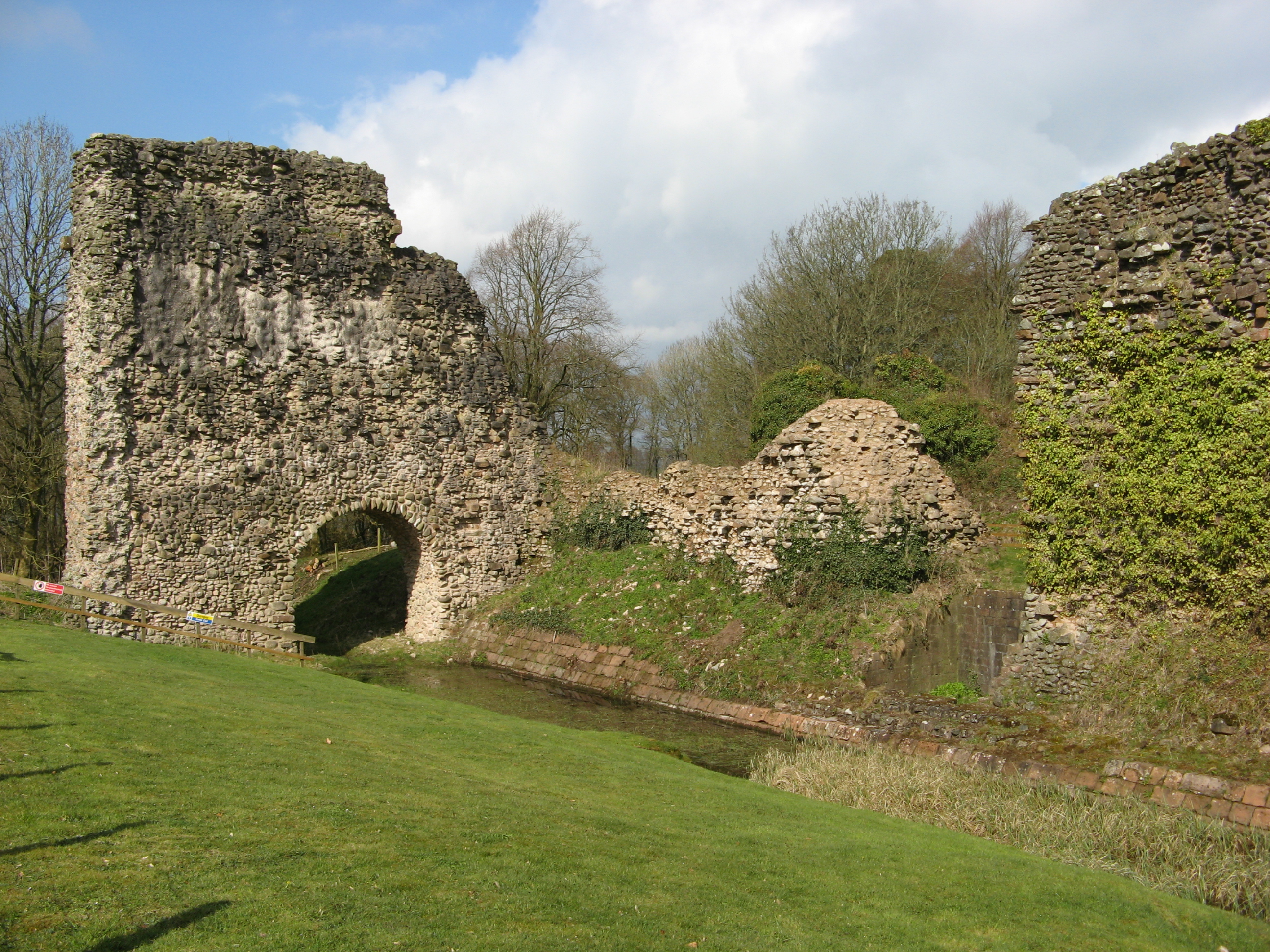
Die Ruine des von Robert de Brus begonnenen Lochmaben Castle

Robert de Brus entstammte der Familie Brus. Er war ein jüngerer Sohn von Robert (I) de Brus  und dessen Frau Agnes. Nach einer späteren Familienchronik soll sein Vater ihm bereits vor 1138 die schottische Herrschaft Annandale übergeben haben. Der junge Brus gehörte der Armee des schottischen Königs David I. an, die 1138 in der Standartenschlacht gegen die Engländer eine schwere Niederlage erlitt. Er soll von seinem Vater gefangen genommen, der auf englischer Seite gekämpft hatte, und an König Stephan von Blois übergeben worden sein. Der König übergab Brus an dessen Mutter Agnes. Der Legende nach beklagte sich der junge Brus im Haushalt seiner Eltern, dass in Annandale kein Weizen gedeihen würde und dass er deshalb kein Weißbrot essen könne. Daraufhin soll ihm sein Vater Hart und Hartness im County Durham überlassen haben, wo Weizen angebaut werden konnte. Diese Legende ist völlig unbelegt, und der junge Brus verbrachte seine Gefangenschaft nicht im Anwesen seiner Eltern in Northallerton. Vermutlich erhielt er seine Besitzungen erst nach 1138, wobei er Annandale als schottisches Kronlehen und Hartness als Lehen der Bruce of Skelton, der älteren Linie der Familie hielt. Dazu besaß er fünf Knight’s fees in Yorkshire, die jedoch nicht genau benannt werden können. Vom englischen König Heinrich II. erhielt er später Edenhall in Cumbria, das er ebenfalls als Lehen der Bruce of Skelton hielt.

## Tätigkeit als schottischer Lord of Annandale
1141 versuchte Brus zusammen mit anderen nordenglischen Baronen im Auftrag von David I. und von Kaiserin Matilda, die Mönche des Kathedralpriorats von Durham zur Wahl von William Cumin zum Bischof zu bewegen. Cumin wurde tatsächlich zum Bischof der Diözese Durham gewählt. Aus den nächsten Jahren ist nur wenig von Brus bekannt. Hatte er unter David I. und Malcolm IV. noch häufig königliche Urkunden bezeugt, so sind aus der Zeit des schottischen Königs Wilhelm I. nur drei von Brus mit bezeugten Urkunden bekannt. Vielleicht war Brus bei Wilhelm I. in Ungnade gefallen, weil er 1157 nicht dessen Versuch unterstützt hatte, zum Earl of Northumberland erhoben zu werden. Vor 1173 stellte der König in Lochmaben eine Urkunde aus, in der er Bruce den Besitz von Annandale bestätigte. Allerdings sollte Brus dafür dem König mit zehn Knight’s fees dienen, diese für Schottland hohe Zahl wurde in früheren Urkunden nicht gefordert. Dazu betonte der König seine juristische Oberhoheit über Annandale. Während der Rebellion von 1173 bis 1174 unterstützte Brus dann auch den englischen König Heinrich II. im Kampf gegen Wilhelm I. und Heinrichs Sohn Heinrich der Jüngere.
In den 1140er Jahren hatte Brus den später heiliggesprochenen Malachias zu Gast in seiner Burg von Annan. Malachias bat Brus, einen überführten Dieb zu begnadigen, was dieser zusicherte. Als Malachias am nächsten Morgen jedoch die Leiche des Diebs am Galgen sah, verfluchte er Brus. Als der Annan bei einem Hochwasser einen Teil der Motte von Annan Castle unterspülte, betrachtete Brus dies als Folge des Fluches. Vermutlich ließ Brus auch deshalb das große Lochmaben Castle als neuen Hauptsitz von Annandale errichten. Um die Baukosten aufzubringen, lieh er sich über £ 237 von dem jüdischen Geldverleiher Aaron the Jew. Dazu führte Brus über die Rechte an den Kirchen von Annandale einen langjährigen Streit mit den Bischöfen Ingram und Jocelyn von Glasgow. Nach Brus Auffassung gehörten die Kirchen Guisborough Priory, dessen Patronatsherr er war. Dort wurde er vermutlich auch beigesetzt.

## Heirat und Nachkommen
Brus hatte Euphemia, eine Nichte von Graf Wilhelm von Aumale geheiratet. Mit ihr hatte er mindestens drei Söhne und eine Tochter.
- Robert (III) de Brus († vor 1191) ⚭ Isabel
- William de Brus († 1211 oder 1212)
- Bernard
- Agatha ⚭ Ralph, Sohn von Ribald of Middleham

Möglicherweise hatte Robert noch einen weiteren Sohn, Hugh, der Geistlicher wurde. Irrtümlich wurde seine Tochter Agatha auch als eine Schwester von ihm bezeichnet. Brus lebte noch 1193 und starb wahrscheinlich 1194, entweder am 17. Februar oder am 26. August. Sein ältester Sohn Robert hatte 1183 Isabel, eine uneheliche Tochter von König Wilhelm I. geheiratet, was vermutlich ein Versuch des schottischen Königs war, die Familie Brus wieder enger an die Krone zu binden. Der jüngere Robert starb jedoch vor 1191 ohne überlebende Nachkommen. Deshalb wurde Roberts zweiter Sohn William de Brus sein Erbe. Isabel, die Witwe von Robert dem Jüngeren, heiratete in zweiter Ehe Robert de Ros.